# Engie Mitre
Engin Mitre (Panamá, Panamá, 16 de octubre de 1981) es un exfutbolista panameño y doctor de profesión. Actualmente es parte del personal médico de la Selección de fútbol de Panamá.

## Trayectoria
Debutó en el CD Plaza Amador en 1998.
Se retiró en el Chorrillo FC en 2016.

## Selección nacional

### Selección absoluta
Hizo su debut con la selección de fútbol de Panamá en 2004 frente a las Bermudas. 
Actualmente es parte del personal médico de la Selección de Panamá.

#### Participaciones en selección nacional
| Copa            | Sede           | Resultado        | Partidos | Goles |
| --------------- | -------------- | ---------------- | -------- | ----- |
| Copa Uncaf 2005 | Guatemala      | Tercer lugar     | 4        | 0     |
| Copa Oro 2005   | Estados Unidos | Subcampeón       | 5        | 0     |
| Copa Uncaf 2007 | El Salvador    | Subcampeón       | 2        | 0     |
| Copa Oro 2007   | Estados Unidos | Cuartos de final | 2        | 0     |

## Clubes
| Club            | País   | Año       |
| --------------- | ------ | --------- |
| CD Plaza Amador | Panamá | 1998-2008 |
| Chorrilo FC     | Panamá | 2009-2013 |
| SUNTRACS FC     | Panamá | 2013-2014 |
| CD Plaza Amador | Panamá | 2015      |
| Chorrilo FC     | Panamá | 2015-2016 |

## Palmarés

### Títulos nacionales
| Título           | Club            | País   | Año    |
| ---------------- | --------------- | ------ | ------ |
| Primera División | CD Plaza Amador | Panamá | 2002-C |
| Primera División | CD Plaza Amador | Panamá | 2005-A |
| Primera División | Chorrillo FC    | Panamá | 2011-A |

- Datos: Q5377619